# 可口可乐

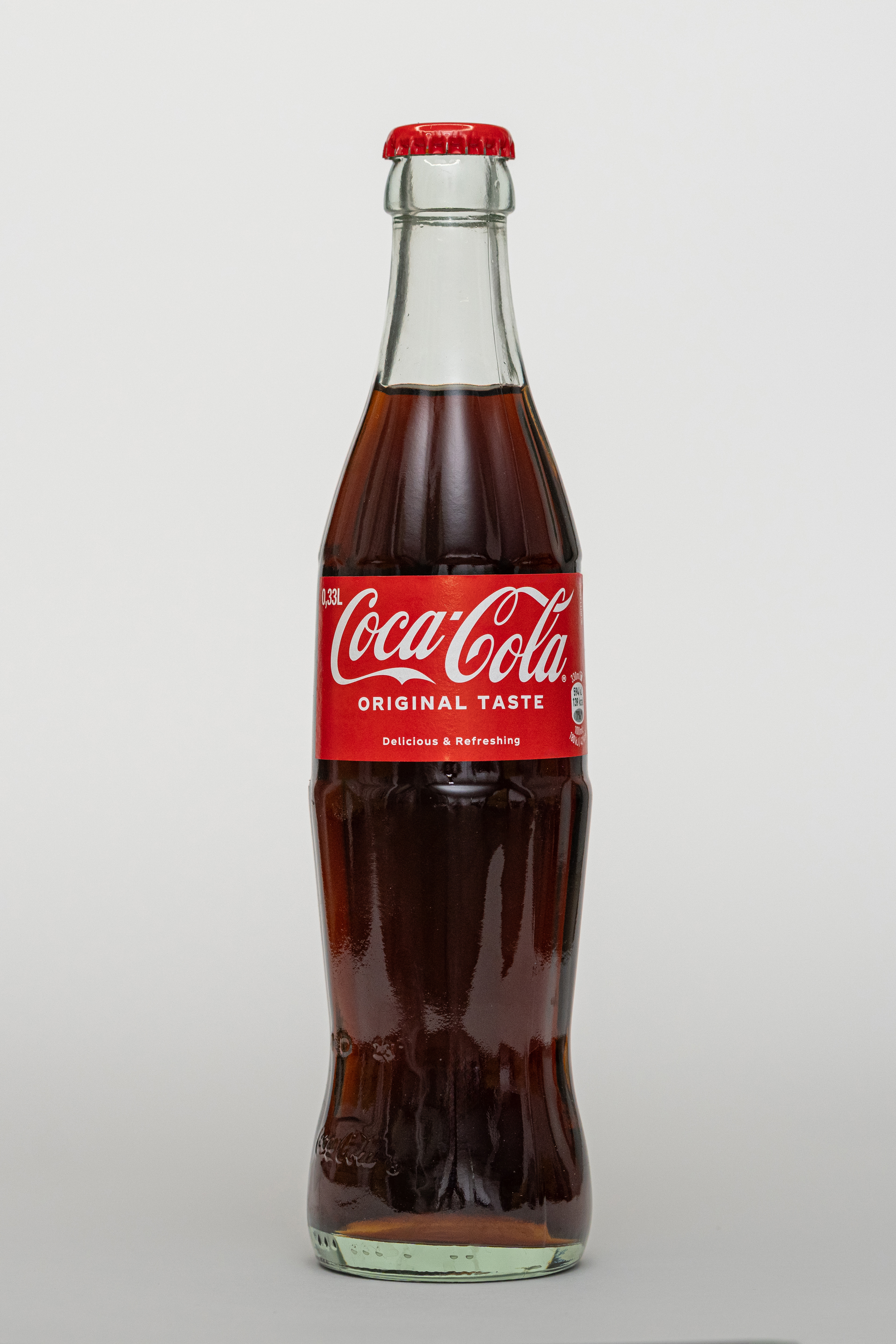
一瓶可口可乐

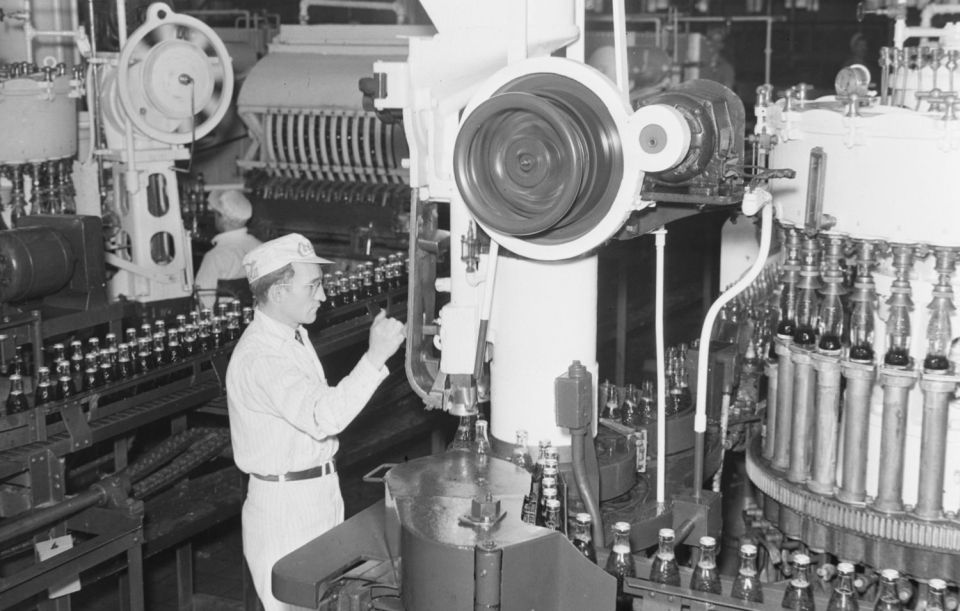
可口可乐装瓶厂，1941年1月8日，蒙特利尔，加拿大

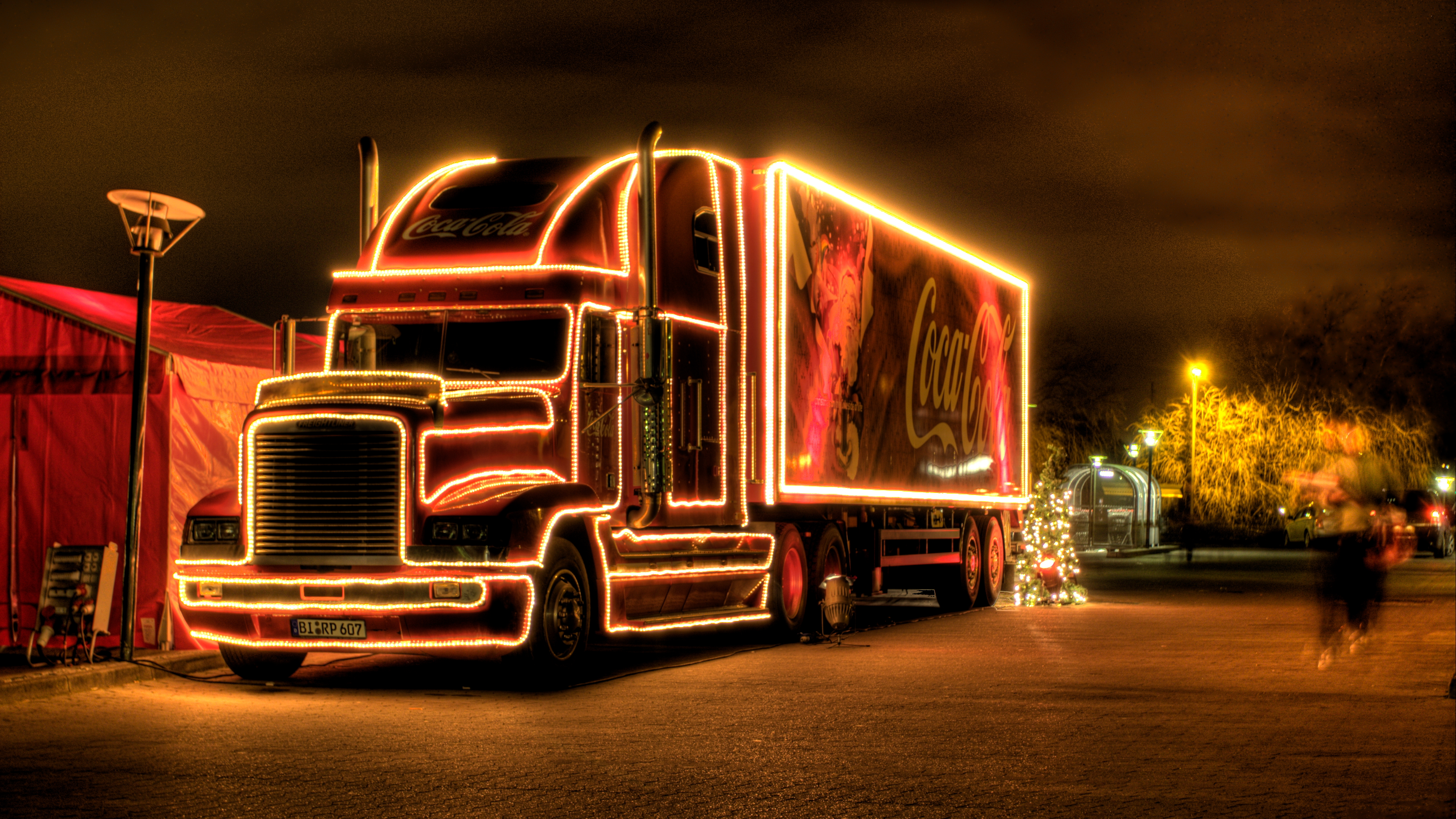
可口可樂專用卡車

可口可樂（简稱）是由可口可乐公司生產出品的一种汽水飲料。1886年5月8日，可口可樂在美國喬治亞州亞特蘭大市誕生，藥師约翰·彭伯顿创造了一种风味糖浆并带到他的街区药房，将糖浆与汽水混合后，创造了这种口味独特、可以在冷饮柜出售的软饮料，其合伙人兼会计弗兰克·罗宾逊将该饮料命名为“Coca‑Cola”（可口可乐），并为之设计了沿用至今的带商标的独特字体。目前可口可乐在大多数国家的可樂市場處領導地位，每日在全球的销量达19亿份。

## 大事记

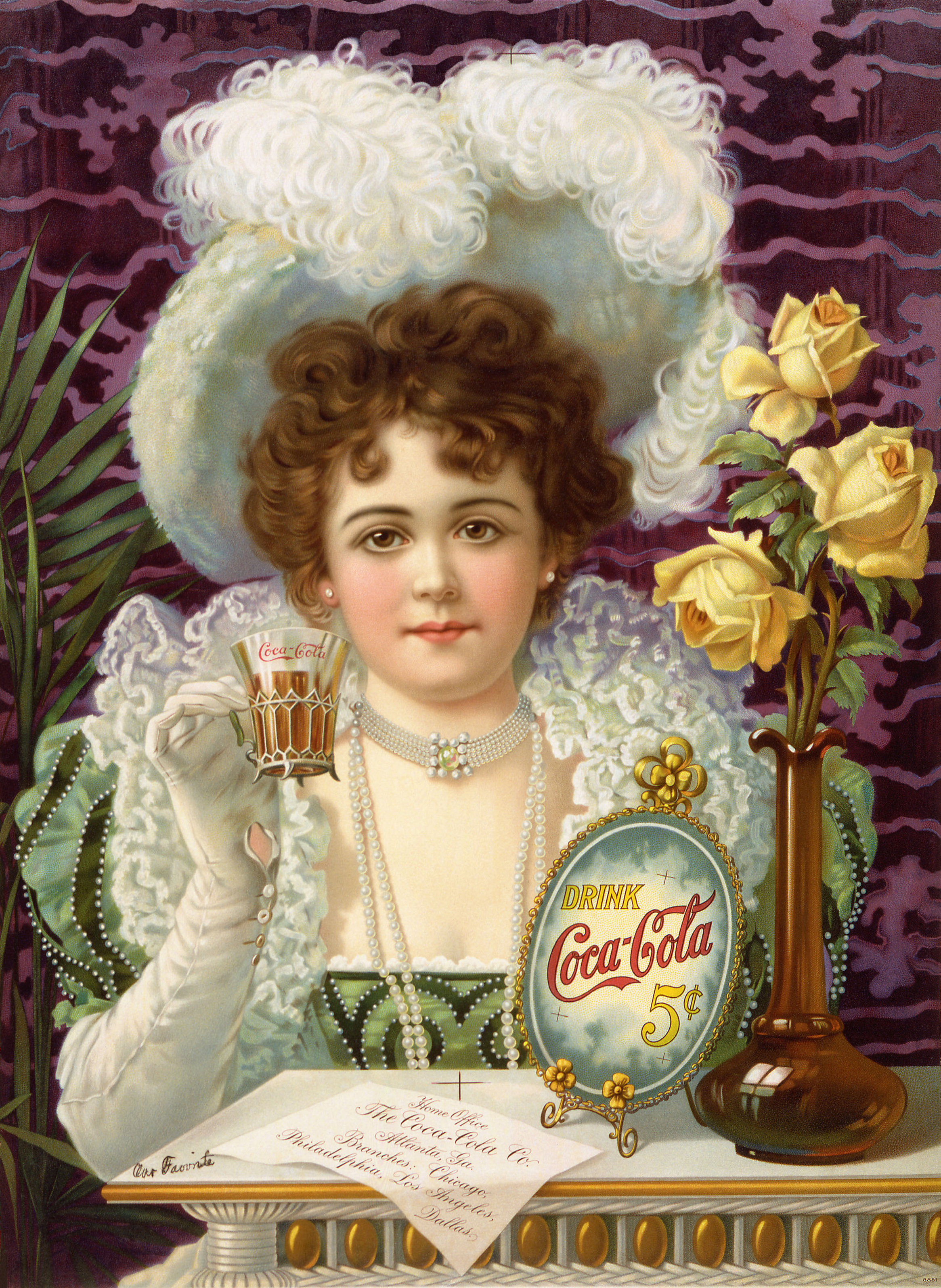
1890-1900年間的海报，廣告標語：“花5美分喝可口可乐”，圖像中的模特兒为希尔达·克拉克

- 1886年5月8日，药剂师约翰·彭伯顿调制出了“彭伯顿健身饮料”的第一批原浆，并把原浆掺兑到汽水中出售，在亞特蘭大的雅各布斯药房售賣[2]。
- 1891年，阿萨·坎德勒结束收购事宜，正式設立可口可樂公司。[3][4][5]
- 1899年，可口可樂首次以直筒玻璃瓶包裝發售，以解决可乐由汽水机现调而成、按杯售卖、不便于携带的问题[6]。
- 1900年，可口可乐首次启用明星代言人——著名演员伊尔达·克拉克（Hilda Clark）。
- 1915年，美国魯特玻璃公司的亞歷山大·薩米爾森为可口可乐設計了獨特的曲線瓶身，设计灵感源自可可豆的形状与轮廓，为了纪念公司的发祥地乔治亚州，可口可乐特别选用“乔治亚绿”作为玻璃瓶的颜色。可口可乐弧形瓶於1916年正式大規模生產，时至今日已是世界上认知度最高的包装瓶形[7]。

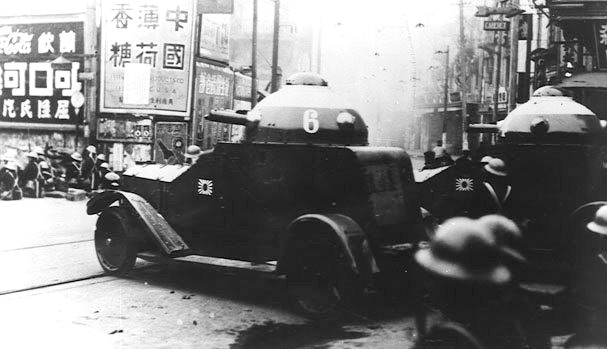
1932年上海街頭的招牌「請飲可口可樂」。

- 1927年，“可口可乐”进入中国并在上海设厂生产，其后，上海成为第一个年销量超过100万标箱（2400万瓶）的美国境外市场[8]。
- 1950年，可口可樂成為第一個出現在《時代雜誌》封面上的產品[9]。
- 1979年1月，可口可乐成为美國與中华人民共和国建立外交关系后首个重返中国大陸的国际品牌[7]。
- 2009年12月，可口可乐的包装开始采用从植物当中提取乙二醇制成、可完全回收再利用的植物环保瓶，并计划于2020年对所有的PET塑料瓶都采用植物环保瓶包装[10]。
- 2018年8月31日，可口可乐宣布以39亿英镑（约合51亿美元）收购拥有近4,000家门店的全球第三大咖啡连锁品牌咖世家（Costa）。交易预计将在2019年完成。[11]

## 成份

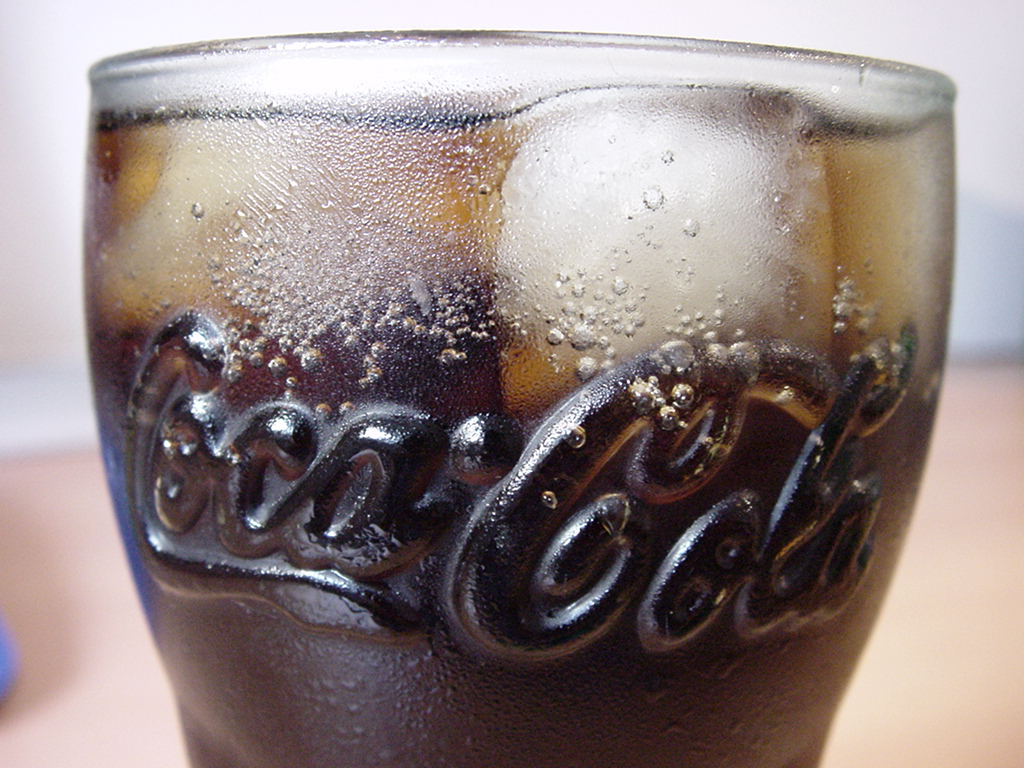
玻璃杯裝的可口可樂

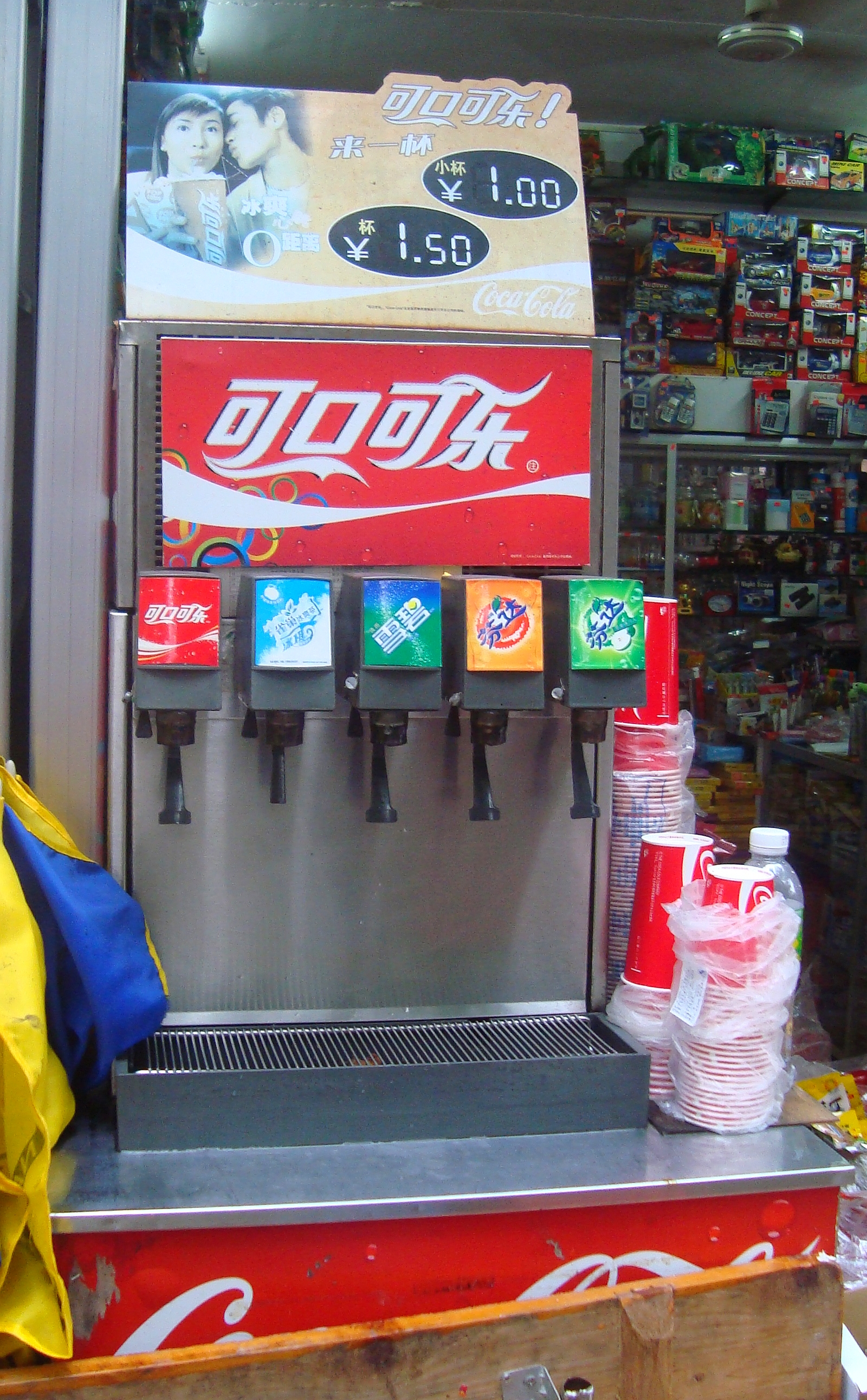
中國的可樂機

可口可樂的主要成份有碳酸水、高果糖糖漿、蔗糖、焦糖、磷酸以及香料（也就是從古柯葉與可樂果兩者所提提炼出來的物質）。问世之初可口可樂的主要成分有兩個，分別是古柯鹼及咖啡因，古柯鹼提取自古柯葉（Coca leaf），而咖啡因則提取自可樂果，為了行銷效果，可樂果當中Kola的K字以C字代替，從而得出Coca-Cola此名字。但现在的可口可乐已不含古柯鹼，也不再从可乐果中提取咖啡因，改之以人工香料及咖啡因萃取物。
營養標籤：由可口可樂罐上列明，最後更新日期：2024年1月21日。
| 熱量       | 42大卡 |
| ---------- | ------ |
| 蛋白質     | 0克    |
| 總脂肪     | 0克    |
| 飽和脂肪   | 0克    |
| 反式脂肪   | 0克    |
| 碳水化合物 | 10.6克 |
| 糖         | 10.6克 |
| 鈉         | 4毫克  |

### 有問題的成份
根據英國《每日郵報》報導，美国某個公益組織檢測全球多个国家或地区的可口可乐中4-甲基咪唑的含量。
- 美國355毫升原味可口可樂的4-甲基咪唑含量为4微克。
- 台灣355毫升原味可口可樂的4-甲基咪唑含量为392微克。[13]（據新明日報2013-10-31報台北市衛生局查出）
- 中国大陆、香港、澳門355毫升可口可樂的4-甲基咪唑含量为56微克。
- 英國355毫升原味可口可樂的4-甲基咪唑含量为135微克。
- 巴西355毫升原味可口可樂的4-甲基咪唑含量为267微克。[來源請求]

## 不同口味及品种
- 可口可乐
  - 柠檬味
  - 香草味
  - 樱桃味
  - 桃子味
  - 树莓味
  - 咖啡味
  - 蘋果味
  - 橘子味
  - 草莓味
- 无糖可口可乐
- 健怡可口可乐
  - 檸檬味
  - 生薑青檸味
  - 香草味
  - 樱桃味
  - 血橙味
  - 綠茶味
  - 芒果味

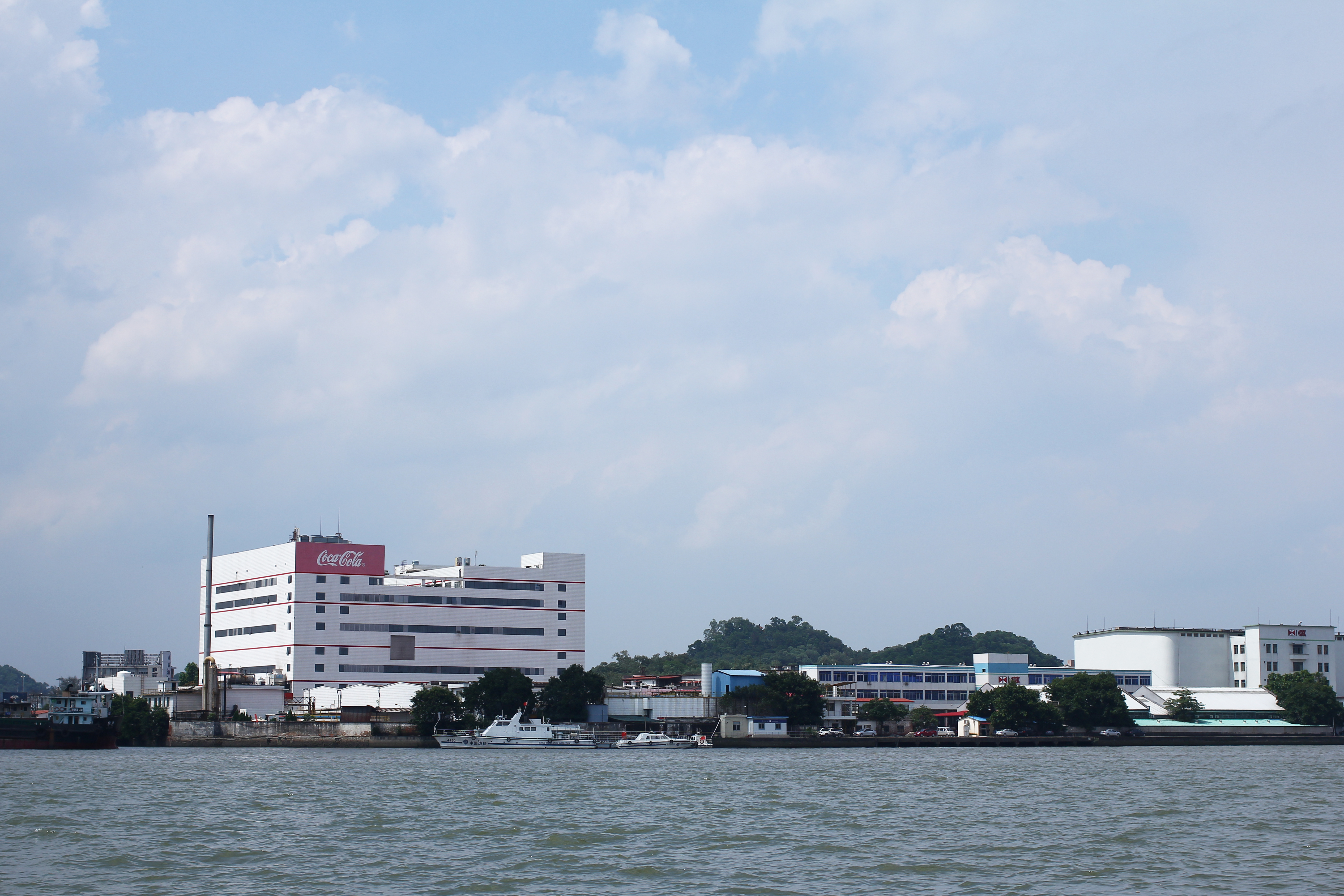
广东太古可口可乐有限公司

- 甜菊糖可口可樂（Coca-Cola Stevia，己停產）
- 可口可乐纤维+
- 透明可口可乐（Coca-Cola Clear）
  - 青柠味
- Coca-Cola Creations
  - 星河漫步（Starlight）
  - 律动方块（Byte）
  - Marshmello
  - Dreamworld
  - Move
  - 英雄登场（Ultimate）
  - Coca-Cola Zero Sugar Soul Blast

## 植物环保瓶

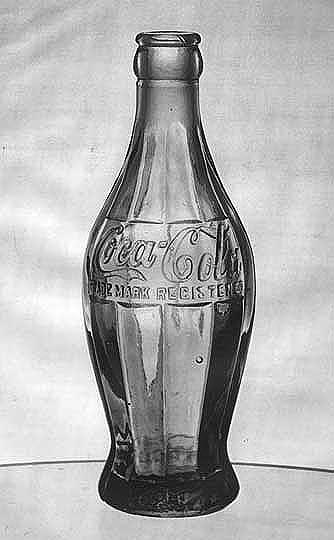
可口可樂開幕時所用的舊瓶身

可口可乐包装创新团队的目标是制造出可以实现碳中和、100%可再生、100%可完全回收、有可靠采购渠道的包装瓶。

## 标志
可口可乐的标志诞生于1887年，其以红白色斯宾塞字体配以流畅飘逸的曲线飘带，给人以清爽的视觉效果。它的经典之处还在于一百多年来可口可乐公司从未大改标志的设计，可见这个经典的标志已经深入人心。此外，在不同的国家或地区，可口可乐的标志根据当地语言有所不同，但都延续了其经典的设计风格。

## 轶闻

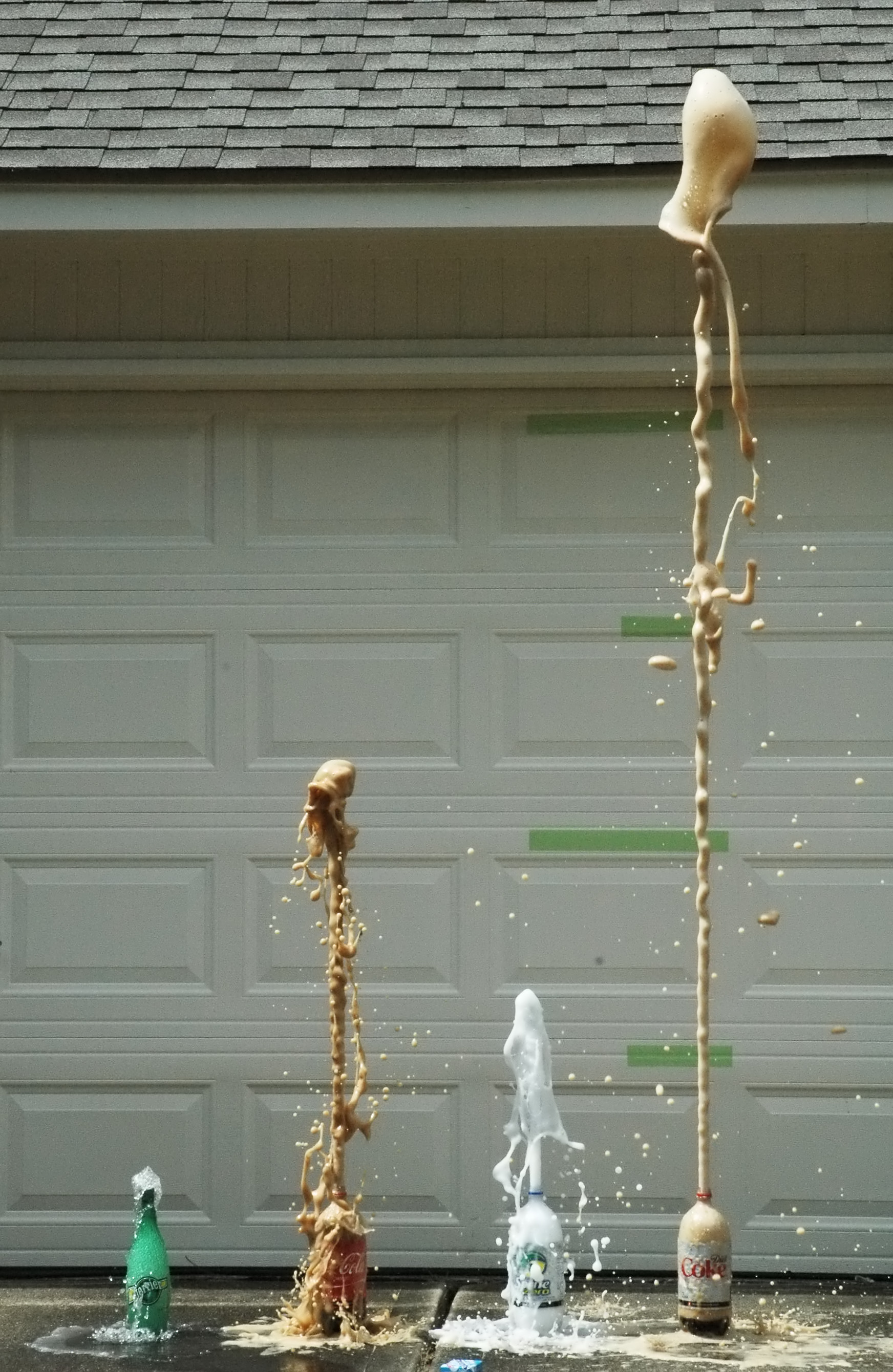
可樂加曼妥思，自左向右依次为沛绿雅、可口可乐、雪碧和健怡可樂

### 可口可乐中文译名
曾有傳聞稱，1927年刚刚进入中国时，“Coca-Cola”译名为“蝌蝌啃蠟”，致使銷量不佳；1930年代可口可乐出口公司征集中文译名，采用了旅英学者蒋彝的译名“可口可乐”。
不过该传闻经北京印刷学院新闻出版学院副教授叶新及可口可乐公司档案馆馆长菲尔·穆尼（Phil Mooney）等人考据，并不可信。

### 可口可乐配方
可口可樂的配方，坊间传说“至今除了持有人家族之外無人知曉”，可口可樂公司也會嚴密防止自己的員工偷竊配方。该配方自1925年以来，曾一度被存放在亚特兰大市中心的太阳信托银行保管库内，2011年，可口可乐公司将配方移至位于美国亚特兰大总部的新“可口可乐世界”博物馆。
为了应对竞争对手百事可樂的挑战，可口可乐公司曾经在1985年4月8日决定更改原有配方，以“新可乐”取代传统的可口可乐上市，此举引起市场和消费者强烈反弹，销售量远低于市场预期，令可口可乐公司处于空前的危机，同年7月11日，可口可乐公司管理层向公众道歉并宣布恢复传统配方的生产。

### 可口可乐与圣诞老人
如今公认的聖誕老人形象在全球流行，与可口可乐公司的营销推广密不可分。1931年，插画家海顿·珊布借鉴克莱门特·摩尔（Clement Moore）的诗歌《圣尼古拉斯的拜访》和自身斯堪的纳维亚人的传统，描绘了高大、身着红装、欢快喜气的圣诞老人形象，为可口可乐广告创作圣诞老人形象——以可口可乐标准色红色和白色为主色调打扮的大胡子圣诞老人，手握可口可乐玻璃瓶。在之后的三十年，伴随着可口可乐公司圣诞老人系列广告大受欢迎，红白相间的圣诞老人形象深入人心，并流传至今。

### 可口可乐都市传说
有些都市傳說也跟可口可樂有關。如一直有人流傳將可口可樂倒進廁所，能夠立即清洗廁盆內的污漬之說。亦有部分民众相信，利用可口可乐浸泡数小时，发黑的银饰就能光亮如新。坊間也流傳著用可樂清洗陰道可事後避孕，事實上並無效果。

### 可口可乐与政治
- 美國前總統理查德·尼克森曾是可口可樂的支持者，但後來居然未能在心儀的可口可樂公司求得一謀半職，憤而加盟百事可樂，任其公司的律師，後來百事可樂成為共和黨及親共和黨人士的指定無酒精飲料，而民主黨或親民主黨人士的則選用可口可樂為其主要無酒精飲料。[22]
- 第二次世界大战时，可口可乐迅速成为了军人们的生活必需品，甚至还被列入了政府的军需产品之列，时任可口可乐公司总裁罗伯特·伍德鲁夫承诺，不惜成本，以每杯5美分的价格向美军供应可口可乐[23]。
- 美国因对古巴经济封锁禁止美國企业向古巴出口美国生产的可乐，但古巴并未禁止进口可口可乐和百事可乐，在古巴仍可以购买到墨西哥生产的可口可乐和危地马拉生产的百事可乐，但古巴最畅销的可乐品牌是其自有的Tu Kola（“你的可乐”）。
- 1997年，《经济学人》杂志上的一则分析发现，可口可乐的消费不仅代表了一个国家全球化的程度，更与该国的国力、人民的生活水平（以美国制定的标准进行衡量）、人身自由及政治自由的水平息息相关[24]。

### 可口可乐在大中华区
可口可乐在大中华区分为中粮集团和太古集团进行制造或分装，其中中粮集团负责华北、东北、西北等地，太古集团（太古可口可乐）负责华东、华南、港澳台等地。

## 批評與爭議
- 使用高果糖漿的疑慮：有一些包括可口可樂的可樂製造的過程。從1985年開始，為了節省成本而捨果糖或葡萄糖改用高果糖玉米飴。有一些批評針對高果糖玉米飴基因可能來自基因改造的農作物而起。一些營養師也警告高果糖玉米飴可能和肥胖或糖尿病的病因相關聯。根據官方聲明，一罐330毫升的原味可口可樂含有35克糖（約7茶匙），即每100毫升含有10.6克糖。[27]而世界衛生組織於2015年呼籲成人每日糖分攝取量需低於25克。[28]
- 在印度掀起含殺蟲劑與其他有害的化學物質的一場大爭議：在印度也因為可口可樂跟其他瓶裝飲料含有殺蟲劑跟其他有害人體的化學物質引起一場大爭議。在2003年，位在新德里的非政府組織科學環境中心（英语：Centre for Science and Environment）宣稱，包含百事跟可口可樂等跨國巨型企業飲料商，在印度生產的氣泡水含有可能致癌或免疫系統衰竭的毒物如農藥林丹、DDT、馬拉松、陶斯松。受測的產品包含百事可樂及數種飲料，有許多種都是由可口可樂生產。科學環境中心發現，百事在印度生產的飲料有超出歐盟許可規範36倍的殺蟲劑殘餘；可口可樂則超出30倍。科學環境中心也宣稱在美國販賣的同類受測產品沒有殺蟲劑殘餘。可口可樂的銷售量在2003年遭到指控後減少了15%。印度國會的一個委員會支持科學環境中心的調查結果，同時一個由政府任命的委員會被賦予制訂世界第一個針對非酒精飲料的殺蟲劑標準。可口可樂公司回應說，其工廠會過濾用水以排除潛在的汙染物；產品販售之前也需要通過殺蟲劑的最低健康標準測試。可口可樂及其他非酒精飲料曾經被喀拉拉邦政府禁止販售。此禁令在高等法院裁定只有聯邦政府有此權力後被駁回。
- 美國食品藥品監督管理局因應報告內容指出某些飲料含有影響健康的致癌苯含量，在2006年做出包括百種飲料的調查。根據此有限的報告，美國食品藥品監督管理局聲明致癌物的含量不足以引起顧客的疑慮。
- 上海生產的可口可樂Zero原液，含有3種防腐劑，其中1種「对羟基苯甲酸甲酯」在台灣禁用，另外兩種「苯甲酸」及「己二烯酸」超過標準。2011年7月，臺灣太古可口可樂卻表示，該批配料並非台灣太古可口可樂所採購的，而是其他國家所購買，不小心誤送到臺灣。[29]
- 可口可乐山西工厂生产的可口可乐在2012年4月被曝光含有氯的成份。（参见：可口可乐（山西）饮料有限公司）

## 相關檢驗
2011年5月，可口可樂旗下飲料通過了台灣SGS對6項塑化劑進行的檢驗。

## 暫停俄羅斯所有商業活动
2022年3月8日，因俄羅斯入侵烏克蘭，可口可樂發布聲明宣布「暫停其在俄羅斯商業活動」，並說：「我們心繫著因為烏克蘭這起悲劇事件而承受不合理影響的民眾。」

## 備註
1. ↑  注意前面兩個字相同，都是“蝌”（虫+科）。第二個字並非“蝌蚪”的蚪（虫+斗）。